# 16155 Бадді
16155 Бадді (16155 Buddy) — астероїд головного поясу, відкритий 3 січня 2000 року.
Тіссеранів параметр щодо Юпітера — 3,329.